# Canyons Trail
Le Canyons Trail est un sentier de randonnée du comté de Custer, dans le Dakota du Sud, aux États-Unis. Protégée au sein du Jewel Cave National Monument, cette boucle longue de 5,6 kilomètres doit son nom à ce qu'elle passe par deux gorges, le Hell Canyon et le Lithograph Canyon. Elle comprend le court sentier qui constitue avec l'entrée de la Jewel Cave le bien inscrit au Registre national des lieux historiques sous le nom de Historic Trail and Cave Entrance.